# Scottish Premier League 2001-2002
La Scottish Premier League 2001-2002 (denominata per ragioni di sponsorizzazione Bank of Scotland Scottish Premier League) è stata la 105ª edizione della massima serie del campionato scozzese di calcio, disputato tra il 28 luglio 2001 e il 12 maggio 2002 e concluso con la vittoria del Celtic, al suo trentottesimo titolo, il secondo consecutivo.
Capocannoniere del torneo è stato Henrik Larsson (Celtic) con 29 reti.

## Stagione

### Novità
Il risultati altanelanti delle squadre scozzesi nelle coppe europee determinò la perdita di una posizione nel ranking UEFA. Ciò comportò la perdita di uno slot qualificante per la UEFA Champions League. Lo slot perso però venne commutato in uno solot in più per la Coppa UEFA 2002-2003.
Quest'anno venne abolita la sosta invernale. Giocare di gennaio permise di spalmare in maniera più agevole gli incontri, che sarebbero stati troppo serrati sia per gli impegni delle squadre scozzesi nelle competizioni europee sia per gli imminenti campionato mondiale di calcio.
Il Livingston, trionfatore della Scottish First Division 2000-2001, fece il suo esordio nella massima serie scozzese prendendo il posto del retrocesso St. Mirren.

### Formula
La stagione era divisa in due fasi: nella prima fase le dodici squadre partecipanti si incontrarono tra di loro per tre volte, per un totale di 33 incontri per squadra. Nella seconda fase venivano disputate le poule per il titolo e quelle per la retrocessione: alla poule per il titolo partecipavano le prime sei classificate, alla poule retrocessione le ultime sei; veniva conservato il punteggio della prima fase; in questa seconda fase le sei squadre di ogni girone incontrarono le altre in gare di sola andata per un totale di cinque ulteriori incontri.
Al termine della stagione la squadra ultima classificata retrocedeva.

### Avvenimenti
La vittoria finale andò al Celtic con 103 punti, che rappresentò all'epoca il record di punti in una sola stagione a livello europeo, battuto poi dallo stesso Celtic nella stagione 2016-2017.

## Squadre partecipanti
| Club          | Stagione | Città       | Stadio             | Stagione precedente                           |
| ------------- | -------- | ----------- | ------------------ | --------------------------------------------- |
| Aberdeen      | dettagli | Aberdeen    | Pittodrie Stadium  | 7º posto in Scottish Premier League           |
| Celtic        | dettagli | Glasgow     | Celtic Park        | 1º posto in Scottish Premier League           |
| Dundee        | dettagli | Dundee      | Dens Park          | 6º posto in Scottish Premier League           |
| Dundee Utd    | dettagli | Dundee      | Tannadice Park     | 11º posto in Scottish Premier League          |
| Dunfermline   | dettagli | Dunfermline | East End Park      | 9º posto in Scottish Premier League           |
| Hearts        | dettagli | Edimburgo   | Tynecastle Stadium | 5º posto in Scottish Premier League           |
| Hibernian     | dettagli | Edimburgo   | Easter Road        | 3º posto in Scottish Premier League           |
| Kilmarnock    | dettagli | Kilmarnock  | Rugby Park         | 4º posto in Scottish Premier League           |
| Livingston    | dettagli | Livingston  | Almondvale Stadium | 1º posto in Scottish First Division, promosso |
| Motherwell    | dettagli | Motherwell  | Fir Park           | 8º posto in Scottish Premier League           |
| Rangers       | dettagli | Glasgow     | Ibrox Stadium      | 2º posto in Scottish Premier League           |
| St. Johnstone | dettagli | Perth       | McDiarmid Park     | 10º posto in Scottish Premier League          |

## Stagione regolare

### Classifica finale
Fonte:
|  | Pos. | Squadra       | Pt | G  | V  | N  | P  | GF | GS | DR  |
|  | ---- | ------------- | -- | -- | -- | -- | -- | -- | -- | --- |
|  | 1.   | Celtic        | 90 | 33 | 29 | 3  | 1  | 78 | 15 | +63 |
|  | 2.   | Rangers       | 77 | 33 | 23 | 8  | 2  | 75 | 23 | +52 |
|  | 3.   | Aberdeen      | 51 | 33 | 15 | 6  | 12 | 46 | 43 | +3  |
|  | 4.   | Livingston    | 49 | 33 | 13 | 10 | 10 | 40 | 35 | +5  |
|  | 5.   | Dunfermline   | 43 | 33 | 12 | 7  | 14 | 39 | 52 | -13 |
|  | 6.   | Hearts        | 42 | 33 | 12 | 6  | 15 | 44 | 46 | -2  |
|  | 7.   | Kilmarnock    | 42 | 33 | 11 | 9  | 13 | 37 | 46 | -9  |
|  | 8.   | Dundee        | 37 | 33 | 10 | 7  | 16 | 35 | 50 | -15 |
|  | 9.   | Dundee Utd    | 35 | 33 | 9  | 8  | 16 | 32 | 56 | -24 |
|  | 10.  | Hibernian     | 34 | 33 | 8  | 10 | 15 | 43 | 51 | -8  |
|  | 11.  | Motherwell    | 33 | 33 | 9  | 6  | 18 | 42 | 61 | -19 |
|  | 12.  | St. Johnstone | 19 | 33 | 5  | 4  | 24 | 23 | 56 | -33 |

Legenda:
      Ammesse alla poule per il titolo
      Ammesse alla poule salvezza
Regolamento:
Tre punti a vittoria, uno a pareggio, zero a sconfitta.
A parità di punti, le posizioni in classifica venivano determinate sulla base della differenza reti.

## Poule per il titolo/salvezza

### Classifica finale
Fonte:
|       | Pos. | Squadra       | Pt  | G  | V  | N  | P  | GF | GS | DR  |
| ----- | ---- | ------------- | --- | -- | -- | -- | -- | -- | -- | --- |
|       | 1.   | Celtic        | 103 | 38 | 33 | 4  | 1  | 94 | 18 | +76 |
| [ 5 ] | 2.   | Rangers       | 85  | 38 | 25 | 10 | 3  | 82 | 27 | +55 |
|       | 3.   | Livingston    | 58  | 38 | 16 | 10 | 12 | 50 | 47 | +3  |
| [ 6 ] | 4.   | Aberdeen      | 55  | 38 | 16 | 7  | 15 | 51 | 49 | +2  |
|       | 5.   | Hearts        | 48  | 38 | 14 | 6  | 18 | 52 | 57 | -5  |
|       | 6.   | Dunfermline   | 45  | 38 | 12 | 9  | 17 | 41 | 64 | -23 |
|       |      |               |     |    |    |    |    |    |    |     |
|       | 7.   | Kilmarnock    | 49  | 38 | 13 | 10 | 15 | 44 | 54 | -10 |
|       | 8.   | Dundee Utd    | 46  | 38 | 12 | 10 | 16 | 38 | 59 | -21 |
|       | 9.   | Dundee        | 44  | 38 | 12 | 8  | 18 | 41 | 55 | -14 |
|       | 10.  | Hibernian     | 41  | 38 | 10 | 11 | 17 | 51 | 56 | -5  |
|       | 11.  | Motherwell    | 40  | 38 | 11 | 7  | 20 | 49 | 69 | -20 |
|       | 12.  | St. Johnstone | 21  | 38 | 5  | 6  | 27 | 24 | 62 | -38 |

Legenda:
      Campione di Scozia e qualificata al terzo turno preliminare della UEFA Champions League 2002-2003.
      Qualificata al primo turno della Coppa UEFA 2002-2003.
      Qualificata al turno di qualificazione della Coppa UEFA 2002-2003.
      Retrocessa in Scottish First Division 2002-2003.
Regolamento:
Tre punti a vittoria, uno a pareggio, zero a sconfitta.
A parità di punti, le posizioni in classifica venivano determinate sulla base della differenza reti.

### Squadre

#### Capoliste solitarie
|    | —— | ——     | —— | —— | —— | —— | —— | —— | ——  | ——  | ——  | ——  | ——  | ——  | ——  | ——  | ——  | ——  | ——  | ——  | ——  | ——  | ——  | ——  | ——  | ——  | ——  | ——  | ——  | ——  | ——  | ——  | ——  | ——  | ——  | ——  | ——  | —— |  |
|    |    | Celtic |    |    |    |    |    |    |     |     |     |     |     |     |     |     |     |     |     |     |     |     |     |     |     |     |     |     |     |     |     |     |     |     |     |     |     |    |  |
|    |    |        |    |    |    |    |    |    |     |     |     |     |     |     |     |     |     |     |     |     |     |     |     |     |     |     |     |     |     |     |     |     |     |     |     |     |     |    |  |
|    |    |        |    |    |    |    |    |    |     |     |     |     |     |     |     |     |     |     |     |     |     |     |     |     |     |     |     |     |     |     |     |     |     |     |     |     |     |    |  |
| 1ª | 2ª | 3ª     | 4ª | 5ª | 6ª | 7ª | 8ª | 9ª | 10ª | 11ª | 12ª | 13ª | 14ª | 15ª | 16ª | 17ª | 18ª | 19ª | 20ª | 21ª | 22ª | 23ª | 24ª | 25ª | 26ª | 27ª | 28ª | 29ª | 30ª | 31ª | 32ª | 33ª | 34ª | 35ª | 36ª | 37ª | 38ª |    |  |

### Individuali

#### Classifica marcatori
Fonte:
| Gol |  |  | Giocatore       | Squadra    |
| --- |  |  | --------------- | ---------- |
| 29  |  |  | Henrik Larsson  | Celtic     |
| 19  |  |  | John Hartson    | Celtic     |
| 18  |  |  | Tore André Flo  | Rangers    |
| 13  |  |  | Robbie Winters  | Aderbeen   |
| 11  |  |  | Juan Sara       | Dundee     |
| 11  |  |  | Shota Arveladze | Rangers    |
| 10  |  |  | Stuart Elliott  | Motherwell |
| 10  |  |  | James McFadden  | Motherwell |
| 9   |  |  | Garry O'Connor  | Hibernian  |
| 9   |  |  | Kevin McKenna   | Hearts     |
| 8   |  |  | Darren Mackie   | Aderbeen   |
| 8   |  |  | Hicham Zerouali | Aderbeen   |

#### Giocatore del mese
Di seguito i vincitori.
| Mese      | Giocatore       | Squadra    |
| --------- | --------------- | ---------- |
| Agosto    | Marvin Andrews  | Livingston |
| Settembre | Stiliyan Petrov | Celtic     |
| Ottobre   | Gavin Rae       | Dundee     |
| Novembre  | Rab Douglas     | Celtic     |
| Dicembre  | Ricardo Fuller  | Hearts     |
| Gennaio   | Lorenzo Amoruso | Rangers    |
| Febbraio  | Barry Ferguson  | Rangers    |
| Marzo     | Garry O'Connor  | Hibernian  |
| Aprile    | John Hartson    | Celtic     |

### Media spettatori
Fonte:
| Club          | Pos. | Media  |
| ------------- | ---- | ------ |
| Celtic        | 1    | 58 511 |
| Rangers       | 2    | 47 879 |
| Aberdeen      | 3    | 14 035 |
| Hearts        | 4    | 12 080 |
| Hibernian     | 5    | 11 587 |
| Dundee Utd    | 6    | 8 007  |
| Dundee        | 7    | 7 958  |
| Kilmarnock    | 8    | 7 621  |
| Livingston    | 9    | 7 477  |
| Dunfermline   | 10   | 6 363  |
| Motherwell    | 11   | 5 878  |
| St. Johnstone | 12   | 4 580  |